# 登瀛五马坊
登瀛五马坊，位于中国广东省揭阳市市区渔湖京冈，为揭阳市的一个市、县级文物保护单位，类型为古建筑，公布时间为1993年。
登瀛五马坊的历史年代为明代。